# Hemidactylus multisulcatus
Hemidactylus multisulcatus — вид ящірок з родини геконових (Gekkonidae). Описаний у 2023 році.

## Поширення
Ендемік Індії. Відомий лише у типовому місцезнаходженні. Типові зразки зібрані на кам'яній стіні коледжу Надар Махаджана Сангам С. Веллайчамі Надар у Нагамалаї — передмісті Мадурая у штаті Тамілнаду.

## Опис
Тіло завдовжки до 84 мм, не враховуючи хвоста. Спинна сторона сірого кольору. Між шиєю і задніми кінцівками є чотири жовтувато-коричневі круглі плями. Голова темно-коричнева. Хвіст має дев'ять або десять сірих смуг. Черевна сторона від голови до задніх ніг білувата, а нижня сторона хвоста має жовті смуги на сірому тлі.